# NGC 5680
NGC 5680 (również PGC 52173) – galaktyka eliptyczna (E-S0), znajdująca się w gwiazdozbiorze Panny. Odkrył ją Albert Marth 12 kwietnia 1864 roku.